# 徐應秋
徐应秋（？—1621年），字君義，号雲林，浙江衢州府西安縣人。明朝政治人物。

## 生平
徐可求次子，萬曆四十年（1612年）舉壬子科浙江鄉試二十六名，萬曆四十四年（1616年）丙辰科進士。当过同安、莆田等地两任知县，皆有惠政。任禮部仪制司郎時，為魏忠賢所銜，削奪歸里。崇祯继位，起为儀制司主事，二年升祠祭司员外郎，三年为廣東鄉試主考官，四年升廣東右參議，六年升福建副使。再以军功升福建左布政。终因不遂权贵要挟而遭谗罢官。他爱好书籍，是著名的藏书家。归家后，延请乡中時彦結社於足園，著书立说。

## 著作
著有《玉芝堂談薈》、《雪艇塵餘》、《古文藻海》、《古文竒艶》、《駢字憑霄》等集。

## 家族
曾祖徐孔昱。祖父徐良德，礼部主事。父徐可求，右佥都御史、四川巡抚。

## 引用
1. ↑  《萬曆四十四年丙辰科進士履歷》：徐應秋，云林，易四房，甲午六月二十八日生。西安人，壬子二十六，会二十七，三甲七十八名。吏部政，授同安知縣，戊午本省同考，己未調莆田知縣，乙丑升礼部主事，丙寅为民。丁卯起儀制司主事，己巳升祠祭司员外，庚午廣東主考，辛未升廣東右參政，癸酉升付建付使。
2. ↑  《浙江通志》：徐应秋，浙江西安縣人，字君義，号雲林，可求次子，萬曆丙辰進士。有書癖，充棟之蔵，漁獵殆盡。釋褐兩令劇邑，皆有惠政。擢儀部郎，為魏忠賢所銜，削奪歸里。延里中時彦結社於足園，授餐角藝，手為丹黄，戸外事泊如也。著書甚富，其已行世者談薈、雪艇塵餘、古文藻海、古文竒艶、駢字憑霄等集。

| 官衔          | 官衔                                                     | 官衔          |
| ------------- | -------------------------------------------------------- | ------------- |
| 前任： 黄文星 | 明朝同安县知县 萬曆四十四年－四十六年 （1616年－1618年） | 繼任： 李燦然 |
| 前任： 徐復陽 | 明朝莆田县知县 萬曆四十六年－天啟五年 （1618年－1625年） | 繼任： 吴彦芳 |